# Tales from the Public Domain
Tales from the Public Domain, llamado Historias de dominio público en España y Cuentos del dominio público en Hispanoamérica, es un episodio perteneciente a la decimotercera temporada de la serie animada Los Simpson, emitido originalmente el 17 de marzo de 2002. Consta de tres mini-episodios, los cuales están basados en historias clásicas.

## Sinopsis
Todo comienza cuando Homer lee unos relatos clásicos a los niños, encontrados en un libro que estaba en la casa. Los relatos son tres:

### D’oh, Brother Where Bart Thou?(La Odisea de Homer)
En esta historia, Homer es Odiseo, y comienza cuando le lleva al Rey de Troya (Ned Flanders) un caballo de madera. Él y sus compañeros soldados, entre los que estaban Apu, Lenny, Moe, el Profesor Frink y Carl, matan a todos los troyanos y ganan la guerra. Sin embargo, Homer/Odiseo se niega a sacrificar una oveja como regalo hacia los dioses, Zeus (el alcalde Diamante), Dionisio (Barney) y Poseidón (el Capitán McAllister), lo que hace que estos se enojen con él. Poseidón, quien tenía poder sobre el mar, arrastra el barco de Odiseo hacia la tierra de las Sirenas (Patty y Selma) y visitan a Circe (Lindsey Naegle), quien convierte a la tripulación en cerdos, los cuales Homer come. Circe, luego, le ordena a Odiseo a atravesar el Hades, el Reino de los Muertos, cruzando el Río Styx, para así llegar a su casa y reencontrarse con su esposa, Penélope (Marge) y su hijo Telémaco (Bart). Cuando llega a Ítaca, su isla, mata a todos los hombres que habían pretendido a Penélope cuando él no estaba en casa.

### Hot Child in the City(Juana de Arco)
Lisa hace el papel de Juana de Arco, quien lidera a los franceses en la guerra contra los ingleses, en la Guerra de los Cien Años. En una batalla, los ingleses capturan a Juana y la llevan a juicio. Allí, es acusada de brujería, y sentenciada a muerte. Cuando Lisa dice que estaba siguiendo el designio de Dios, quien la había elegido para llevar a los franceses a la victoria, el jardinero Willie revela que él también había sido elegido por Dios, pero para llevar a los ingleses a la victoria. La voz de Dios se disculpa a sí mismo, y dice que no había pensado que Juana y Willie fuesen a encontrarse. Finalmente, Juana es preparada para ser incinerada en la hoguera. 
En ese momento del relato de la historia, Lisa le pregunta a Homer, asustada, si realmente habían quemado a Juana. Marge, entonces, interrumpe todo y corta la última página de la historia, diciendo que Sir Lancelot había ido a rescatar a Juana, y que luego habían ido a vivir a una nave espacial. (Marge luego come la hoja de papel).

### Do the Bard, Man(Hamlet)
Bart representa al Príncipe Hamlet, en la versión Simpson del clásico de William Shakespeare. Su tío Claudio (Moe) se casa con Gertrudis (Marge) luego de matar al Rey Hamlet (Homer), envenenándolo. El Rey se encuentra con su hijo convertido en fantasma, y le dice cómo había muerto y que debía vengar su muerte. El Príncipe Hamlet, con la ayuda de un actor profesional (Krusty el Payaso), organiza una obra de teatro para lograr que Claudio confiese su culpabilidad. Luego, Claudio descubre que Hamlet conocía el secreto, por lo que determina matarlo. Hamlet, en un intento de matar a Claudio, mata a Polonio (el jefe Wiggum). Su hijo, Laertes (Ralph Wiggum), le propone a Hamlet un duelo para vengar la muerte de Polonio. Sin embargo, como "puñalada de práctica", Laertes se mata a sí mismo, y Hamlet procede a matar a Claudio. Rosencarl y Guildenlenny (Carl y Lenny), mientras tanto, habían sido cubiertos con veneno y se habían matado a sí mismos chocándose las manos. Hamlet, luego de asesinar a Claudio, comienza a celebrar, pero se resbala con sangre y muere. Viendo el gran desastre que se había formado y sin ganas de limpiar, Gertrudis se suicida golpeándose la cabeza con un mazo. 
Bart piensa que la obra Hamlet era aburrida, ya que todos los personajes mueren, pero Homer le dice que la historia había inspirado la película Los Cazafantasmas, y todos los Simpson bailan la canción de la película.